# Tinechung
Tinechung est un village du Cameroun situé dans le département de la Momo et la Région du Nord-Ouest. Il fait partie de la commune d'Andek.
On y parle le ngishe.

## Population et société
Tinechung est l'un des dix-neuf villages de la commune d'Andek, encore appelé « Ngie » ou « Andek-Ngie » dans le département de la Momo au Cameroun. Sa population est de 1 019 habitants. 